# Рыбинка (приток Волги)
Рыбинка — река в России, течёт по территории сельского поселения Красный Профинтерн Некрасовского района на востоке Ярославской области. Устье реки находится в 2580 км по левому берегу реки Волга.
Длина реки составляет 8,3 км.
Рыбинка вытекает из озера Яхробольское с южной стороны. От истока до слияния с протокой из озера Беловское, преобладающим направлением течения является юг, далее — восток. Берега почти на всём протяжении течения обрывистые. В верхнем и среднем течении русло сильно извилистое. Впадает в Горьковское водохранилище у села Рыбницы.

## Данные водного реестра
По данным государственного водного реестра России относится к Верхневолжскому бассейновому округу, водохозяйственный участок реки — Волга от Рыбинского гидроузла до города Кострома, без реки Кострома от истока до водомерного поста у деревни Исады, речной подбассейн реки — Волга ниже Рыбинского водохранилища до впадения Оки. Речной бассейн реки — (Верхняя) Волга до Куйбышевского водохранилища (без бассейна Оки).
Код объекта в государственном водном реестре — 08010300212110000011429.